# Кем Тальбо
Кем Тальбо (англ. Cam Talbot, нар. 5 липня 1987, Каледонія, Онтаріо) — канадський хокеїст, воротар клубу НХЛ «Детройт Ред Вінгз». Гравець збірної команди Канади.

## Ігрова кар'єра
Хокейну кар'єру розпочав 2004 року виступами за «Гамільтон Ред Вінгс» (ОЮХЛ). З сезону 2007–08 Кем захищає кольори університетської команди «Алабама–Гантсвілл Чарджерс». У сезоні 2009–10 Тальбо визнаний найціннішим гравцем турніру КХА.
30 березня 2010 Кем, як вільний агент укладає контракт з клубом НХЛ «Нью-Йорк Рейнджерс». 28 лютого 2011 його викликали до лав «Рейнджерс» але 3 березня 2011 його повернули до фарм-клубу «Коннектикут Вейл». У сезоні 2011–12 після вибуття з плей-оф АХЛ Кем був включений до списку гравців-учасників плей-оф Кубка Стенлі «Нью-Йорк Рейнджерс». Наступного сезону Тальбо також додали до списку «Рейнджерс» у Кубку Стенлі.
15 жовтня 2013 Кем втретє потрапив до списку «Нью-Йорк Рейнджерс» через пониження Мартіна Бірона до АХЛ та став дублером Генріка Лундквіста. 24 жовтня Тальбо дебютував у грі проти «Філадельфія Флайєрз» в якому його команда поступилась з рахунком 1–2. Першу перемогу Тальбо здобув вже у наступному матчі 26 жовтня проти «Детройт Ред Вінгз». У плей-оф 2014 Кем відіграв два матчі.
Початок сезону 2014–15 канадець розпочав, як резервний воротар «Рейнджерс». 3 лютого 2015 Тальбо став тимчасово першим номером клубу через травму Генріка Лундквіста.
27 червня 2015 «Нью-Йорк Рейнджерс» обміняв на три номера драфту НХЛ 2015 Кема до клубу «Едмонтон Ойлерс». Протягом першого сезону у складі «нафтовиків» він сперичається за перше місце з шведом Андерсом Нільссоном.
17 січня 2016 Тальбо та «Ойлерс» уклали трирічний контракт на суму $12 мільйонів доларів. Врешті-решт Нільссон був проданий «Сент-Луїс Блюз» і Кем став першим номером команди.
6 квітня 2017 Тальбо встановив новий рекорд «нафтовиків» обійшовши за кількістю перемог за сезон Гранта Фюра 40 проти 41 у Кема. Завдяки надійній грі голкіпера «Едмонтон Ойлерс» вперше за останні десять років вийшов до плей-оф Кубка Стенлі, де поступився «Анагайм Дакс».
4 жовтня 2017 Тальбо на нуль зіграв у стартовому матчі проти «Калгарі Флеймс». Але цей сезон, як і наступний не були такими вдалими, як попередній і «Ойлерс» щоразу фінішував поза зоною плей-оф. Зрештою 15 лютого 2019 Кем був проданий до «Філадельфія Флаєрс».
1 липня 2019 на правах вільного агента Тальбо укладає однорічний контракт з клубом «Калгарі Флеймс».
9 жовтня 2020 Кем покинув «Калгарі Флеймс» та погодився на трирічну угоду з клубом «Міннесота Вайлд».
12 липня 2022 Тальбо підписав однорічну угоду з клубом «Оттава Сенаторс».
1 липня 2023 року на правах вільного агента перейшов до «Лос-Анджелес Кінгс».
1 липня 2024 року Кем на правах вільного агента перейшов до складу «Детройт Ред Вінгз».
У складі національної збірної команди Канади чемпіон світу 2016 року.

## Нагороди та досягнення
- Чемпіон світу — 2016.
- Учасник матчу всіх зірок НХЛ — 2022, 2024.

## Статистика

### Клубні виступи
| Сезон        | Клуб                         | Ліга         | Регулярний сезон | Регулярний сезон | Регулярний сезон | Регулярний сезон | Регулярний сезон | Регулярний сезон | Регулярний сезон | Регулярний сезон | Регулярний сезон | Плей-оф | Плей-оф | Плей-оф | Плей-оф | Плей-оф | Плей-оф | Плей-оф | Плей-оф |
| Сезон        | Клуб                         | Ліга         | І                | В                | П                | Н/OT             | Хв               | ПГ               | ІБГ              | ПГГ              | %ВК              | І       | В       | П       | Хв      | ПГ      | ІБГ     | ПГ      | %ВК     |
| ------------ | ---------------------------- | ------------ | ---------------- | ---------------- | ---------------- | ---------------- | ---------------- | ---------------- | ---------------- | ---------------- | ---------------- | ------- | ------- | ------- | ------- | ------- | ------- | ------- | ------- |
| 2004–05      | «Гамільтон Ред Вінгс»        | ОЮХЛ         | 19               | —                | —                | —                | —                | —                | —                | —                | —                | —       | —       | —       | —       | —       | —       | —       | —       |
| 2005–06      | «Гамільтон Ред Вінгс»        | ОЮХЛ         | 35               | 25               | 13               | 1                | 2,046            | 87               | 1                | 2.55             | .908             | 14      | 8       | 6       | 903     | 52      | 1       | 3.46    | .891    |
| 2006–07      | «Гамільтон Ред Вінгс»        | ОЮХЛ         | 28               | 19               | 5                | 2                | 1,644            | 57               | 1                | 2.08             | .918             | 19      | 13      | 6       | 1243    | 51      | 0       | 2.46    | .923    |
| 2007–08      | «Алабама–Гантсвілл Чарджерс» | КХА          | 13               | 1                | 10               | 0                | 583              | 45               | 0                | 4.63             | .860             | —       | —       | —       | —       | —       | —       | —       | —       |
| 2008–09      | «Алабама–Гантсвілл Чарджерс» | КХА          | 24               | 2                | 16               | 3                | 1,320            | 65               | 1                | 2.95             | .907             | —       | —       | —       | —       | —       | —       | —       | —       |
| 2009–10      | «Алабама–Гантсвілл Чарджерс» | КХА          | 33               | 12               | 18               | 3                | 1,958            | 85               | 1                | 2.61             | .925             | —       | —       | —       | —       | —       | —       | —       | —       |
| 2009–10      | «Гартфорд Вулф Пек»          | АХЛ          | 1                | 0                | 0                | 0                | 19               | 3                | 0                | 9.70             | .727             | —       | —       | —       | —       | —       | —       | —       | —       |
| 2010–11      | «Гартфорд Вулф Пек»          | АХЛ          | 22               | 11               | 9                | 2                | 1,308            | 62               | 2                | 2.84             | .902             | 1       | 0       | 1       | 38      | 2       | 0       | 3.13    | .917    |
| 2010–11      | «Грінвілл Роуд Воррієрс»     | ХЛСУ         | 2                | 1                | 0                | 1                | 122              | 5                | 0                | 2.46             | .921             | —       | —       | —       | —       | —       | —       | —       | —       |
| 2011–12      | «Коннектикут Вейл»           | АХЛ          | 33               | 14               | 15               | 1                | 1865             | 81               | 4                | 2.61             | .913             | 9       | 5       | 4       | 571     | 20      | 2       | 2.10    | .939    |
| 2012–13      | «Коннектикут Вейл»           | АХЛ          | 55               | 25               | 28               | 1                | 3,105            | 136              | 2                | 2.63             | .918             | —       | —       | —       | —       | —       | —       | —       | —       |
| 2013–14      | «Гартфорд Вулф Пек»          | АХЛ          | 5                | 4                | 0                | 1                | 314              | 13               | 0                | 2.49             | .924             | —       | —       | —       | —       | —       | —       | —       | —       |
| 2013–14      | «Нью-Йорк Рейнджерс»         | НХЛ          | 21               | 12               | 6                | 1                | 1,211            | 33               | 3                | 1.64             | .941             | 2       | 0       | 1       | 46      | 2       | 0       | 2.61    | .846    |
| 2014–15      | «Нью-Йорк Рейнджерс»         | НХЛ          | 36               | 21               | 9                | 4                | 2,095            | 77               | 5                | 2.21             | .926             | —       | —       | —       | —       | —       | —       | —       | —       |
| 2015–16      | «Едмонтон Ойлерс»            | НХЛ          | 56               | 21               | 27               | 5                | 3,223            | 137              | 3                | 2.55             | .917             | —       | —       | —       | —       | —       | —       | —       | —       |
| 2016–17      | «Едмонтон Ойлерс»            | НХЛ          | 73               | 42               | 22               | 8                | 4,294            | 171              | 7                | 2.39             | .919             | 13      | 7       | 6       | 800     | 33      | 2       | 2.48    | .924    |
| 2017–18      | «Едмонтон Ойлерс»            | НХЛ          | 67               | 31               | 31               | 3                | 3,731            | 188              | 1                | 3.02             | .908             | —       | —       | —       | —       | —       | —       | —       | —       |
| 2018–19      | «Едмонтон Ойлерс»            | НХЛ          | 31               | 10               | 15               | 3                | 1,695            | 95               | 1                | 3.36             | .893             | —       | —       | —       | —       | —       | —       | —       | —       |
| 2018–19      | «Філадельфія Флаєрс»         | НХЛ          | 4                | 1                | 2                | 0                | 211              | 13               | 0                | 3.70             | .881             | —       | —       | —       | —       | —       | —       | —       | —       |
| 2019–20      | «Калгарі Флеймс»             | НХЛ          | 26               | 12               | 10               | 1                | 1,435            | 63               | 0                | 2.63             | .919             | 10      | 5       | 4       | 596     | 24      | 2       | 2.42    | .924    |
| 2020–21      | «Міннесота Вайлд»            | НХЛ          | 33               | 19               | 8                | 5                | 1,961            | 86               | 2                | 2.63             | .915             | 7       | 3       | 4       | 416     | 17      | 2       | 2.45    | .923    |
| 2021–22      | «Міннесота Вайлд»            | НХЛ          | 49               | 32               | 12               | 4                | 2,865            | 132              | 3                | 2.77             | .911             | 1       | 0       | 1       | 58      | 4       | 0       | 4.14    | .846    |
| 2022–23      | «Оттава Сенаторс»            | НХЛ          | 36               | 17               | 14               | 2                | 1,947            | 95               | 1                | 2.93             | .898             | —       | —       | —       | —       | —       | —       | —       | —       |
| 2023–24      | «Лос-Анджелес Кінгс»         | НХЛ          | 54               | 27               | 20               | 6                | 3,116            | 130              | 3                | 2.50             | .913             | 3       | 1       | 2       | 181     | 16      | 0       | 5.30    | .861    |
| Усього в НХЛ | Усього в НХЛ                 | Усього в НХЛ | 486              | 245              | 176              | 42               | 27,782           | 1,220            | 31               | 2.63             | .913             | 36      | 16      | 18      | 2,096   | 96      | 6       | 2.75    | .915    |

### Збірна
| Рік                | Команда            | Турнір             | Місце              | І | В | П | Н | Хв  | ПГ | ІБГ | ПГГ  | %ВК  |
| ------------------ | ------------------ | ------------------ | ------------------ | - | - | - | - | --- | -- | --- | ---- | ---- |
| 2006               | Канада Іст         | СЮ Челендж         | 2                  | 4 | 3 | 1 | 0 | 240 | 7  | 0   | 1.75 | .916 |
| 2016               | Канада             | ЧС                 | 1                  | 8 | 7 | 1 | 0 | 480 | 10 | 4   | 1.25 | .940 |
| Молодіжна збірна   | Молодіжна збірна   | Молодіжна збірна   | Молодіжна збірна   | 4 | 3 | 1 | 0 | 240 | 7  | 0   | 1.75 | .916 |
| Національна збірна | Національна збірна | Національна збірна | Національна збірна | 8 | 7 | 1 | 0 | 480 | 10 | 4   | 1.25 | .940 |